# Catechisatie
Catechisatie is een begrip binnen het protestants christendom in Nederland (vergelijkbaar met catechese). Het is de benaming voor het onderwijs in de geloofsleer dat, als voorbereiding op de openbare belijdenis, wordt gegeven aan de jongeren van de kerk. Deze catechisatie begint zo rond het twaalfde levensjaar en duurt tot de jongeren een jaar of 18 zijn of tot ze de geloofsbelijdenis hebben afgelegd. Afhankelijk van het kerkgenootschap kunnen de lessen worden gegeven door de dominee, een ouderling of door een daartoe geschikt bevonden volwassen lid van de kerkelijke gemeente.
Oorspronkelijk werd er voor de catechisatie gebruikgemaakt van de Heidelbergse Catechismus. In veel protestantse kerken wordt tegenwoordig in de catechisatie meer de nadruk gelegd op maatschappelijke problemen dan op de geloofsleer van de kerk. Van de catechismus wordt in mindere mate gebruikgemaakt, vaak wordt er daarom gebruikgemaakt van een catechisatiemethode waarin aan de hand van een boekje de leer van de kerk wordt duidelijk gemaakt. Een van deze methodes is het 'Voorbeeld der Goddelijke waarheden' van ds. A. Hellenbroek. 
Catechisatie kan ook zonder methode worden gegeven, de leider bedenkt zelf, vaak in overleg met de catechesanten, wat er besproken zal worden.